# حسين الزين
حسين الزين هو لاعب كرة قدم لبناني يلعب في مركز الظهير الأيمن مع نادي العهد ومنتخب لبنان لكرة القدم.

## المسيرة الدولية
لعب الزين مع منتخب لبنان تحت 20 سنة بين 2013 و2014، كما مثل منتخب تحت 23 سنة بين 2015 و2017 مشاركًا في ست مباريات. إنضم لمنتخب لبنان الأول وشارك في مباراته الأولى في 5 فبراير 2016، عندما خسر المنتخب أمام البحرين 2–0 في مباراة ودية. شارك أيضًا في بطولة اتحاد غرب آسيا لكرة القدم 2019 في العراق.

## الإنجازات

### النادي
العهد
- كأس الاتحاد الآسيوي: 2019
- الدوري اللبناني الممتاز: 2014–15، 2016–17، 2017–18، 2018–19
- كأس لبنان: 2017–18، 2018–19
- كأس النخبة اللبناني: 2013، 2015
- كأس السوبر اللبناني: 2015, 2017, 2018, 2019

### الفردية
الجوائز
- فريق الموسم في الدوري اللبناني الممتاز: 2014–15, 2017–18, 2018–19